# Toranj Svetog Ivana
Toranj Svetog Ivana (talijanski: Torre San Giovanni) je građevina kružnog tlocrta smještena na Vatikanskom brežuljku, unutar Vatikanskih vrtova na zapadu Vatikana. Srednjovjekovni toranj je smješten uz stare gradske zidine koje je izgradio papa Nikola III. Tijekom 16. stoljeća bio je izvan upotrebe, a obnovio ga je papa Ivan XXIII. tijekom 1960.-ih.
Danas služi kao papinska rezidencija kada se obavljaju radovi unutar Apostolske palače i mjesto gdje papa ponekad prima poznate goste. 